# Полипропилен
Полипропилен (съкр. PP), познат и под името полипропен, е термопластичен полимер, който има широк набор от приложения. Произвежда се чрез верижна полимеризация на мономерен пропилен.
Полипропиленът принадлежи към групата на полиолефините и е частично кристален и неполярен. Свойствата му са сходни с тези на полиетилена, но е малко по-твърд и по-устойчив на топлина. Той е бял, грапав материал и има висока химична устойчивост. Полипропиленът е втората най-произвеждана пластмаса в света (след полиетилена) и често се използва за направата на опаковки. През 2013 г. световният пазар на полипропилен съставлява около 55 милиона тона.

## История
Химиците Джон Пол Хоган и Робърт Банкс от Phillips Petroleum полимеризират полипропилена за пръв път през 1951 г. Пропиленът е полимеризиран в кристален изотактичен полимер от Джулио Ната през март 1954 г. Това откритие води до мащабно комерсиално производство на изотактичен полипропилен от италианската компания Монтекатини след 1957 г. Синдиотактичният полипропилен е синтезиран същи от Ната и колегите му. След полиетилена, полипропиленът е най-важната пластмаса, с доходи над 145 милиарда щатски долара към 2019 г. Продажбите на материала вероятно ще продължат да растат 5,8% годишно до 2021 г.

## Химични и физични свойства
В много отношения полипропиленът е подобен на полиетилена, особено когато става дума за поведение на разтвора и електрични свойства. Метиловата група подобрява механичните свойства и топлоустойчивостта, макар химичната устойчивост да намалява.:с. 19 Свойствата на полипропилена зависят от молекулното тегло, разпределението на молекулното тегло, кристалността, вида и пропорцията на комономера (ако е наличен) и изотактичността. Например, при изотактичния полипропилен, метиловите групи са ориентирани в едната страна на въглеродния гръбнак. Това подреждане създава по-голямата степен на кристалност и води до по-твърдо вещество, което е по-устойчиво към деформации от атактичния полипропилен и полиетилена.

### Механични свойства
Плътността на полипропилена е между 0,895 и 0,920 g/cm³. Следователно, той е битовата пластмаса в най-ниска плътност. При тази плътност е възможно отливането на части с малка маса. За разлика от полиетилена, кристалните и аморфните региони се различават само малко в плътността си. Въпреки това, плътността на политетилена може значително да се промени с примеси.:с. 24 Модулът на Йънг на полипропилена е между 1300 и 1800 N/mm².
Обикновено полипропиленът е твърд и гъвкав, особено след кополимеризация с етилен. Това позволява на полипропиленът да се използва като инженерна пластмаса, заедно с материали като акрилонитрил-бутадиен-стирен (ABS). Полипропиленът има добра устойчивост към умора на материала.:с. 3070

### Термални свойства
Точката на топене на полипропилена настъпва в определени граници, така че тя се определя чрез намиране на най-високата температура от таблица на диференциална сканираща калориметрия. Идеално изотактичният полипропилен има точка на топене при 171 °C. Комерсиалният изотактичен полипропилен има точка на топене между 160 и 166 °C, в зависимост от атактичното вещество и кристалността. Синдиотактичният полипропилен с кристалност от 30% има точка на топене при 130 °C. Под 0 °C полипропиленът става чуплив.
Термичното разширение на полипропилена е много голяма, но малко по-малко от това на полиетилена.

### Химични свойства
Полипропиленът на стайна температура е устойчив към мазнини и повечето органични разтворители, освен силните оксиданти. Неоксидиращите киселини и основи могат да се съхраняват в съдове, изработени от полипропилен. При повишена температура полипропиленът може да се разтвори в неполярни разтворители като ксилен, тетралин и декалин. Поради третичния си въглероден атом, полипропиленът химически е по-малко устойчив от полиетилена.
По-голямата част от комерсиалния полипропилен е изотактичен и има средно ниво на кристалност между това на полиетилена с ниска плътност и полиетилена с висока плътност. Изотактичният и атактичният полипропилен е разтворим в P-ксилен при 140 °C. Изотактичният се утаява, когато разтворът се охлади до 25 °C, а атактичният остава разтворим в P-ксилен.
Полипропиленът може да се направи прозрачен, когато не е оцветен, но това не се прави с такава лекота, като при полистирена и полиметилметакрилата. Той често е непрозрачн или се оцветява с багрила.
Съществуват три основни типа полипропилен: хомополимер, произволен кополимер и блоков кополимер. Най-често използваният комономер и етиленът. Етилен-пропиленовият каучук (EPDM) се добавя към полипропиленовия хомополимер, за да се повиши механичната му устойчивост към ниска температура. Произволно полимеризиран етиленов мономер се добавя към полипропиленовия хомополимер, за да се намали полимерната кристалност, точката на топене и за правене на полимера по-прозрачен.
Полипропиленът може да се категоризира като атактичен (PP-at), синдиотактичен (PP-st) и изотактичен (PP-it). При атакичния полипропилен, метиловата група (-CH3) е произволно подредена, при синдиотактичния е редуваща се, а при изотактичния е равномерна. Това влияе на кристалността и термалните свойства на материала.

#### Разграждане
Полипропиленът подлежи на верижно разграждане вследствие на излагане на температура над 100 °C. Оксидацията обикновено настъпва при третичния въглероден атом, което води до верижно разпадане чрез реагиране с кислород. При приложения на открито, разграждането може да се наблюдава под формата на микропукнатини. Материалът може да се защити чрез употребата на различни полимерни стабилизатори, включително UV-абсорбиращи добавки и антиоксиданти като фосфити (например [(C4H9)2C6H3O]3P) и феноли, спиращи полимерната деградация.
Доказано е, че микробиални общности, изолирани от почвени проби, смесени със скорбяла, са способни да разграждат полипропилен. Полипропиленът се разгражда и в човешкото тяло. 

## Производство
Полипропиленът се произвежда чрез верижна полимеризация на мономерен пропилен:
Промишлените производствени процеси могат да се групират на газова полимеризация, масова полимеризация и полимеризация на суспензия.
- При реакторите с газова фаза и суспензия, полимерът се образува около хетерогенни катализаторни частици. Газовата полимеризация се извършва в реактор с флуидизиран слой, пропенът преминава през слой, съдържащ хетерогенен твърд катализатор, а образуваният полимер се отделя под формата на фин прах, след което се превръща в топчета. Нереагиралият газ се рециклира и се връща обратно в реактора.
- При масовата полимеризация, течният пропен играе ролята на разтворител, предотвратяващ утаяването на полимера. Полимеризацията продължава при 60 – 80 °C, а 30 – 40 atm се прилагат, за да се задържи пропена в течно състояние. При масовата полимеризация обикновено се прилага циркулационен реактор. Този вид полимеризация е ограничена до максимални 5% етен за комономер, поради ограничената разтворимост на полимера в течен пропен.
- При полимеризацията на суспензия, обикновено C4 – C6 алкани (бутан, пентан или хексан) се използват като инертни разредители, за да се суспендират нарастващите полимерни частици. В сместа се добавя и пропен.

Свойствата на полипропилена силно се влияят от неговата тактичност и ориентацията на метиловите групи (CH
3) спрямо метилните групи в съседните мономерни единици. Тактичността на полипропилена може да се избере чрез подбор на подходящ катализатор.

## Приложение
Тъй като полипропиленът е устойчив към умора на материала, повечето пластмасови панти се правят от такъв материал. Важно е верижните молекули да се ориентирани напречно на пантата, за да се увеличи здравината.
Полипропиленът се използва при производството на тръбопроводи, както такива, целящи висока чистота, така и такива, проектирани за издръжливост и устойчивост. Този материал често се използва там, където е нужно устойчивост към корозия и химическо просмукване, еластичност срещу повечето видове физически щети, включително ударни и температурни, екологични ползи и нужда от топлинно сливане, вместо залепване.
Много пластмасови предмети за медицинско или лабораторно използване могат да се изготвят от полипропилен, тъй като той може да издържи на топлината в автоклава. Съдовете за храна, направени от полипропилен, не се разтапят в съдомиялната машина или при пълнене с горещи храни. Материалът може да се оформи и в бутилки за еднократна употреба, макар за тях най-често да се използва полиетилентерефталат. Пластмасови кофи, акумулатори, кошчета за отпадъци, шишенца за фармацевтични продукти и контейнери за охладители често се правят от полипропилен или полиетилен с висока плътност, тъй като и двете вещества имат сходен вид, усещане и свойства при стайна температура.
Често срещана употреба на полипропилена е под формата на биаксиално ориентиран полипропилен (BOPP). Пластовете от този материал служат за създаването на широк набор от предмети, включително прозрачни торби. Когато се оцвети, може да се използва и за направата на килими, черги и рогозки за домашно ползване.
Широко приложение полипропиленът намира в изработката на въжета, които стават достатъчно леки, за да плават върху вода. Полипропиленовото въже е подобно по здравина на полиестерното такова. Все пак, полипропиленът струва по-малко от повечето други изкуствени влакна.
Понякога полипропиленът се използва като алтернатива на поливинилхлорида за изолация на електрически проводници в среди със слаба вентилация, главно тунели. Това се дължи на факта, че той изпуска по-малко дим без отровни халогени, което би довело до образуването на кисели при високи температури.
Листове от полипропилен се използват за производството на канцеларски папки, опаковки и кутии за съхранение. Широката цветова гама, издръжливостта и ниската му цена го правят идеален като защитна корица на хартиени листове или други материали. Заради тези си характеристики, той се използва и за облицовка на куба на Рубик.
Влакна от полипропилен се използват и като добавка към бетон, за подсилване на здравината му и намаляване на риска от пропукване и натрошаване. В някои райони, податливи на земетресения (като Калифорния) влакна от полипропилен се добавят в почвата при строежа на основите на някои съоръжения.
Полипропиленът се използва и за създаването на слоеве на дрехи за студено време (като блузи с дълъг ръкав или дълго бельо), както и за топло време, в който случай той служи за пренасяне на потта далеч от кожата. Все пак, в днешно време полиестерът е изместил полипропилена в тези му приложения, тъй като полипропиленът, макар и трудно запалим, може да се разтопи, причинявайки тежки изгаряния, а също така е известно, че задържа телесна миризма, която после трудно може да се премахне.
Много тънки слоеве от полипропилен (~2 – 20 µm) се използват като диелектрик за някои високопроизводителни импулсни и радиочестотни кондензатори с ниски загуби.